# Weismain

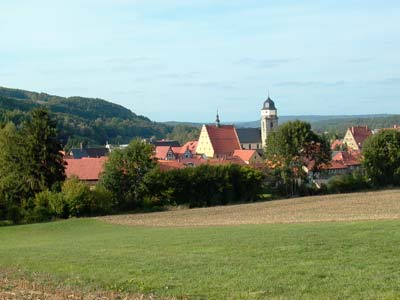
Stadtansicht Weismain

Weismain ist eine Stadt im oberfränkischen Landkreis Lichtenfels im Norden des Freistaates Bayern.

## Geographie

### Geographische Lage
Der staatlich anerkannte Erholungsort (seit 1976) Weismain liegt am Nordrand des Naturparks Fränkische Schweiz-Veldensteiner Forst. Er wird vom gleichnamigen Fluss durchflossen, der Weismain. Der tiefste Punkt der Stadt liegt auf 295 m ü. NHN, der höchste auf 547 m ü. NHN.

### Stadtgliederung
Die Stadtgemeinde hat 37 Gemeindeteile: von Weismain mit Einwohnerzahlen (Stand 1. Januar 2018)
| Gemeindeteil     | Gemarkung       | Einwohner | Geo-Koordinaten             |
| ---------------- | --------------- | --------- | --------------------------- |
| Weismain (Stadt) | Weismain        | 2667      | 50° 5′ 5″ N, 11° 14′ 22″ O  |
| Altendorf        | Kaspauer        | 59        | 50° 5′ 4″ N, 11° 10′ 5″ O   |
| Arnstein         | Arnstein        | 129       | 50° 2′ 31″ N, 11° 12′ 14″ O |
| Berghaus         | Weismain        | 5         | 50° 5′ 38″ N, 11° 12′ 22″ O |
| Bernreuth        | Pfaffendorf     | 22        | 50° 6′ 1″ N, 11° 14′ 2″ O   |
| Buckendorf       | Buckendorf      | 111       | 50° 0′ 24″ N, 11° 14′ 23″ O |
| Ehrhardsmühle    | Großziegenfeld  |           | 50° 1′ 32″ N, 11° 11′ 49″ O |
| Erlach           | Weismain        | 20        | 50° 4′ 24″ N, 11° 13′ 34″ O |
| Fesselsdorf      | Fesselsdorf     | 76        | 50° 1′ 4″ N, 11° 14′ 40″ O  |
| Frankenberg      | Wallersberg     | 46        | 50° 3′ 42″ N, 11° 12′ 38″ O |
| Geutenreuth      | Geutenreuth     | 139       | 50° 5′ 19″ N, 11° 17′ 9″ O  |
| Giechkröttendorf | Pfaffendorf     | 73        | 50° 5′ 30″ N, 11° 13′ 33″ O |
| Görau            | Neudorf         | 125       | 50° 4′ 8″ N, 11° 17′ 18″ O  |
| Großziegenfeld   | Großziegenfeld  | 115       | 50° 1′ 35″ N, 11° 11′ 5″ O  |
| Herbstmühle      | Neudorf         | 3         | 50° 3′ 25″ N, 11° 15′ 26″ O |
| Kaspauer         | Kaspauer        | 92        | 50° 4′ 35″ N, 11° 11′ 52″ O |
| Kleinziegenfeld  | Kleinziegenfeld | 158       | 50° 1′ 12″ N, 11° 12′ 8″ O  |
| Kordigast        | Pfaffendorf     | 2         | 50° 5′ 55″ N, 11° 12′ 19″ O |
| Krassach         | Neudorf         | 45        | 50° 4′ 7″ N, 11° 15′ 3″ O   |
| Lochhaus         | Weismain        | 3         | 50° 5′ 28″ N, 11° 13′ 18″ O |
| Modschiedel      | Modschiedel     | 170       | 50° 1′ 56″ N, 11° 16′ 1″ O  |
| Mosenberg        | Wallersberg     | 53        | 50° 3′ 15″ N, 11° 12′ 1″ O  |
| Neudorf          | Neudorf         | 103       | 50° 3′ 39″ N, 11° 15′ 54″ O |
| Niesten          | Neudorf         | 32        | 50° 4′ 15″ N, 11° 15′ 43″ O |
| Oberloch         | Pfaffendorf     | 4         | 50° 5′ 52″ N, 11° 12′ 42″ O |
| Schammendorf     | Wallersberg     | 78        | 50° 3′ 38″ N, 11° 13′ 5″ O  |
| Schrepfersmühle  | Arnstein        |           | 50° 2′ 19″ N, 11° 12′ 32″ O |
| Schwarzmühle     | Kleinziegenfeld |           | 50° 1′ 36″ N, 11° 11′ 56″ O |
| Seubersdorf      | Neudorf         | 93        | 50° 2′ 5″ N, 11° 17′ 31″ O  |
| Siedamsdorf      | Kaspauer        | 37        | 50° 5′ 8″ N, 11° 11′ 16″ O  |
| Stoffelsmühle    | Kleinziegenfeld |           | 50° 1′ 15″ N, 11° 11′ 55″ O |
| Wallersberg      | Wallersberg     | 38        | 50° 2′ 38″ N, 11° 13′ 0″ O  |
| Waßmannsmühle    | Wallersberg     | 11        | 50° 3′ 3″ N, 11° 13′ 48″ O  |
| Weiden           | Weiden          | 154       | 50° 1′ 46″ N, 11° 13′ 57″ O |
| Weihersmühle     | Wallersberg     | 5         | 50° 2′ 31″ N, 11° 13′ 2″ O  |
| Wohnsig          | Modschiedel     | 55        | 50° 3′ 42″ N, 11° 14′ 32″ O |
| Wunkendorf       | Modschiedel     | 112       | 50° 2′ 57″ N, 11° 15′ 22″ O |
| Gesamt           |                 | 4846      | 50° 5′ 5″ N, 11° 14′ 22″ O  |

## Geschichte

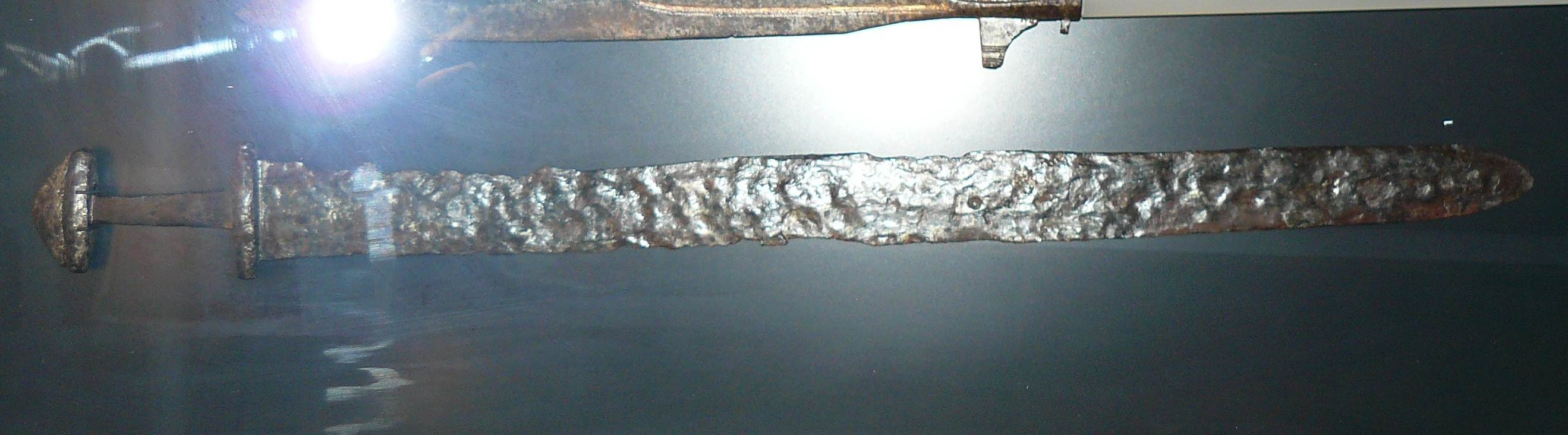
Schwert aus dem Gräberfeld von Weismain, 8. Jahrhundert

### Bis zum 19. Jahrhundert
Im Februar und März 2024 erfolgte Grabungen im Ortskern von Weismain ergaben Funde von Fragmenten einer Schale, deren Datierung aus Vergleichsfunden ins 3./4. Jahrhundert, also in die Spätantike gesetzt wird und eine frühe Besiedlung annehmen lässt.
Ein frühmittelalterlicher Friedhof aus dem 8. und 9. Jahrhundert wurde im Jahr 1972 nordwestlich des Ortskerns an der Ecke Giechkröttendorfer Straße–Bürgermeister-Kraus-Straße entdeckt. Er enthielt 209 Gräber mit zum Teil wertvollen Beigaben, was auf relativen Reichtum der damaligen Bewohner hindeutet. Ein hölzernes Totenhaus und ein Grab mit Kreisgraben weisen auf einen Hügel hin. Derartige Grabhügel gab es in der Zeit um 700 vereinzelt im süddeutschen Raum. Sie werden bisweilen als heidnische Gegenströmungen zum sich ausbreitenden christlichen Glauben gewertet. In einigen Gräbern befanden sich Waffen, darunter zwei Schwerter des Typs Spatha. Waffenbeigaben sind typisch für die Zeit bis zum 7. Jahrhundert, und es ist nicht ausgeschlossen, dass der Nutzungsbeginn des Gräberfeldes in diese Zeit fällt.
Weismain wurde im Jahre 800 in einer Urkunde des Klosters Fulda erstmals erwähnt. Im Dreißigjährigen Krieg gelang es einer Sage nach, die schwedischen Belagerer zu vertreiben, indem sich eine kleine Einheit, die hauptsächlich aus Bauern bestand, zusammenzog, von der Burg Niesten in Richtung Weismain zog und mit Handwerkszeug und anderem Gerät solchen Lärm verursachte, dass die Schweden befürchteten, die kaiserlichen Truppen seien im Anmarsch. Zum Gedenken findet jährlich an Mariä Himmelfahrt eine Schwedenprozession statt.
1840 betrug die Einwohnerzahl von Weismain 1264.

### Eingemeindungen
Im Rahmen der Gebietsreform in Bayern wurden am 1. Januar 1976 die Gemeinden Modschiedel mit den Orten Modschiedel, Wunkendorf und Wohnsig sowie Wallersberg mit den Orten Wallersberg, Mosenberg, Frankenberg und Schammendorf eingegliedert. Am 1. Juli 1976 kamen Kaspauer mit Altendorf, Kaspauer und Siedamsdorf hinzu. Arnstein, Großziegenfeld und Weiden folgten am 1. Januar 1977. Die Reihe der Eingemeindungen endete mit der Eingliederung von Buckendorf, Fesselsdorf und Kleinziegenfeld sowie großer Gebietsteile von Neudorf mit Neudorf, Seubersdorf, Krassach, Niesten und Görau am 1. Januar 1978; am selben Tag kam Zultenberg zu Kasendorf.

### Einwohnerentwicklung
Im Zeitraum 1988 bis 2018 wuchs die Stadt von 4598 auf 4783 um 185 Einwohner bzw. um 4 %. Am 31. Dezember 1996 hatte Weismain 5085 Einwohner.

## Politik

### Stadtrat
Nach der Kommunalwahl am 15. März 2020 setzt sich der Stadtrat wie folgt zusammen:
| Partei / Liste            | Stimmenanteil | Sitze 2020 | Sitze 2014 |
| CSU                       | 39,1 %        | 6          | 8          |
| SPD                       | 11,0 %        | 2          | 2          |
| Grüne                     | 05,8 %        | 1          | 1          |
| GUB/FW *                  | 30,7 %        | 5          | 3          |
| Bürgerblock Weismain (BB) | 11,0 %        | 2          | 2          |
| AfD                       | 02,4 %        | 0          | –          |
| Gesamt                    | 100 %         | 16         | 16         |
| Wahlbeteiligung           | 74,3 %        | 74,3 %     |            |

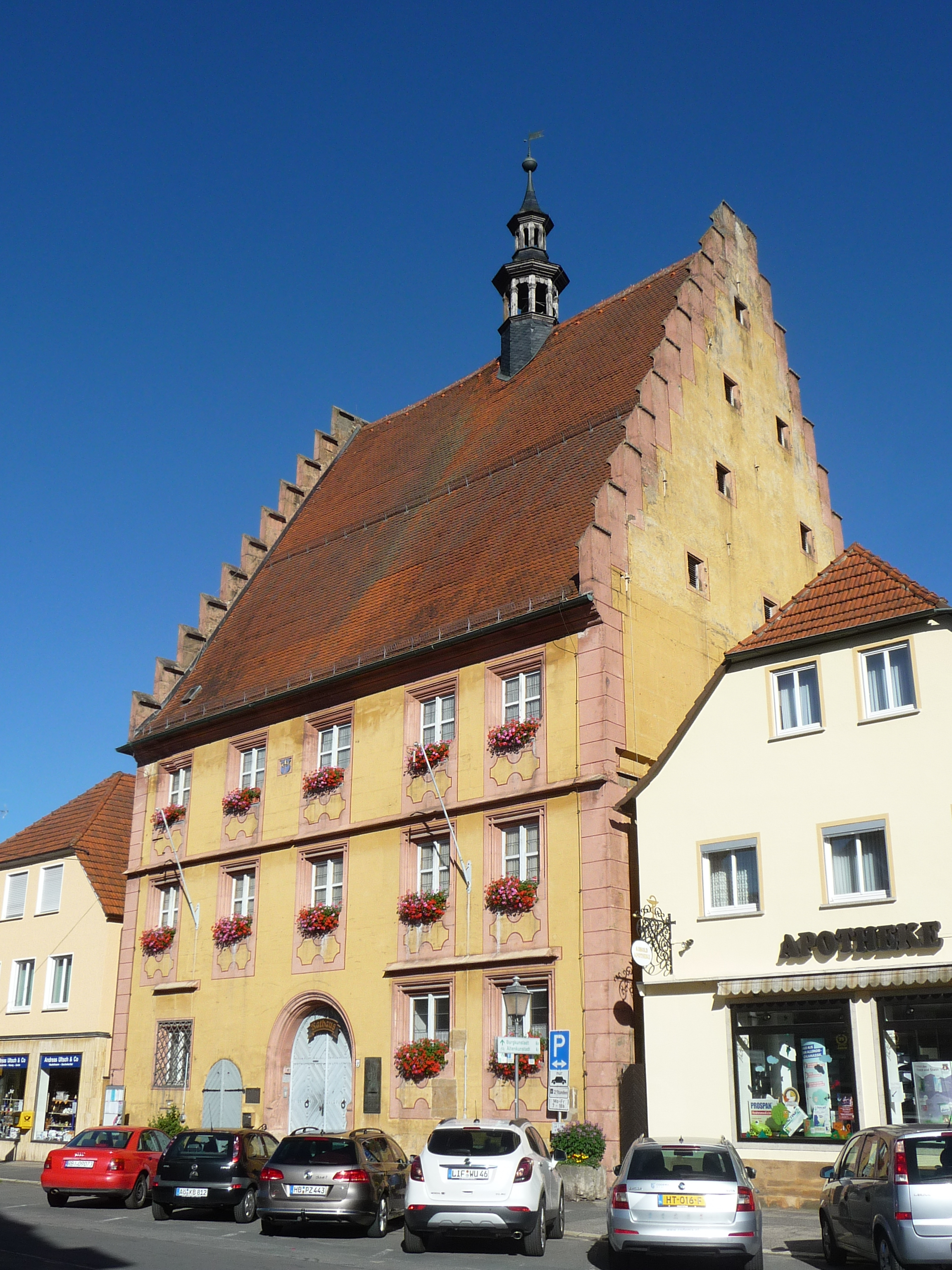
Rathaus Weismain

Außerdem gehört dem Gemeinderat der Erste Bürgermeister an.

### Erste Bürgermeister
- 1899–1920: Heinrich Rothlauf (1851–1930)[15]
- 1920[16] /22[17] – 1933: Adam Hatzold (1874–31. Dezember 1945)
- 1933–1937: Julius Erhard (1881/82–1950)[18]
- 1938–1944: Luitpold Agatz[19]
- April 1945–31. Dezember 1945: Adam Hatzold (1874–31. Dezember 1945)[20]
- 1946–1947: Adam Schreiber (1900–1949)[20]
- amt. 1959: Heinrich Raab (1886–1962)[21]
- 1960–1972: Bernhard Stölzle, erst CSU, 1971 Austritt (1921/22–18. Juli 2014)[22]
- 1972–1996: Max Goller (1929–11. Dezember 1996), erst BB, dann CSU; seit 1976 hauptamtlich (Bürgermeisteramt ist kein Ehrenamt mehr)[23]
- 1996–2008: Peter Riedel, SPD[23]
- 2008–2020: Udo Dauer, CSU[23]
- seit 2020: Michael Zapf, GUB[24]

### Städtepartnerschaften
- Frankreich: Seit 2006 besteht eine Städtepartnerschaft zwischen Weismain und der französischen Gemeinde Quéven in der Bretagne.[25]
- Deutschland: Seit 2011 besteht eine Städtepartnerschaft zwischen Weismain und Borgfeld, einem Stadtteil der Freien Hansestadt Bremen.

### Wappen
| | Blasonierung: „In Gold ein mit einer silbernen Schrägleiste überdeckter, rot bewehrter schwarzer Löwe, der oben von einem waagrechten, beiderseits von je einem aufrechten blauen Fisch begleitet ist.“ |
| Wappenbegründung: Aus dem Jahr 1339 sind Abdrucke eines Siegels überliefert, das wohl anlässlich der Stadtrechtsverleihung 1313 entstanden ist. Im Schild steht der Bamberger Hochstiftslöwe, außerhalb vom Schild sind drei Fische dargestellt: oben sowie rechts und links je einer. Erst in der Bamberger Vasallentafel von 1603 stehen die drei Fische im Schild. Bei der Wappenrevision 1819 wurde das Wappen geändert. Nun stand in Blau ein silberner Schrägbalken, der oben von einem Fisch und unten von zwei silbernen Fischen begleitet war. Die Wiederannahme des alten Wappens erfolgte erst 1952, obwohl bereits König Ludwig I. diese 1836 genehmigt hatte. Die Fische weisen auf den seit jeher bekannten Forellenbestand in der Weismain hin. | |

### Weismainer Jurabote
Seit 1995 veröffentlicht die Gemeindeverwaltung monatlich mit dem "Weismainer Juraboten" ein kostenlos verteiltes Mitteilungsblatt.

## Kultur und Sehenswürdigkeiten
Weismain liegt an der Deutschen Spielzeugstraße, der Fränkischen Bierstraße und der Burgenstraße. Im Gemeindeteil Giechkröttendorf befindet sich ein Schloss aus dem 16. Jahrhundert.

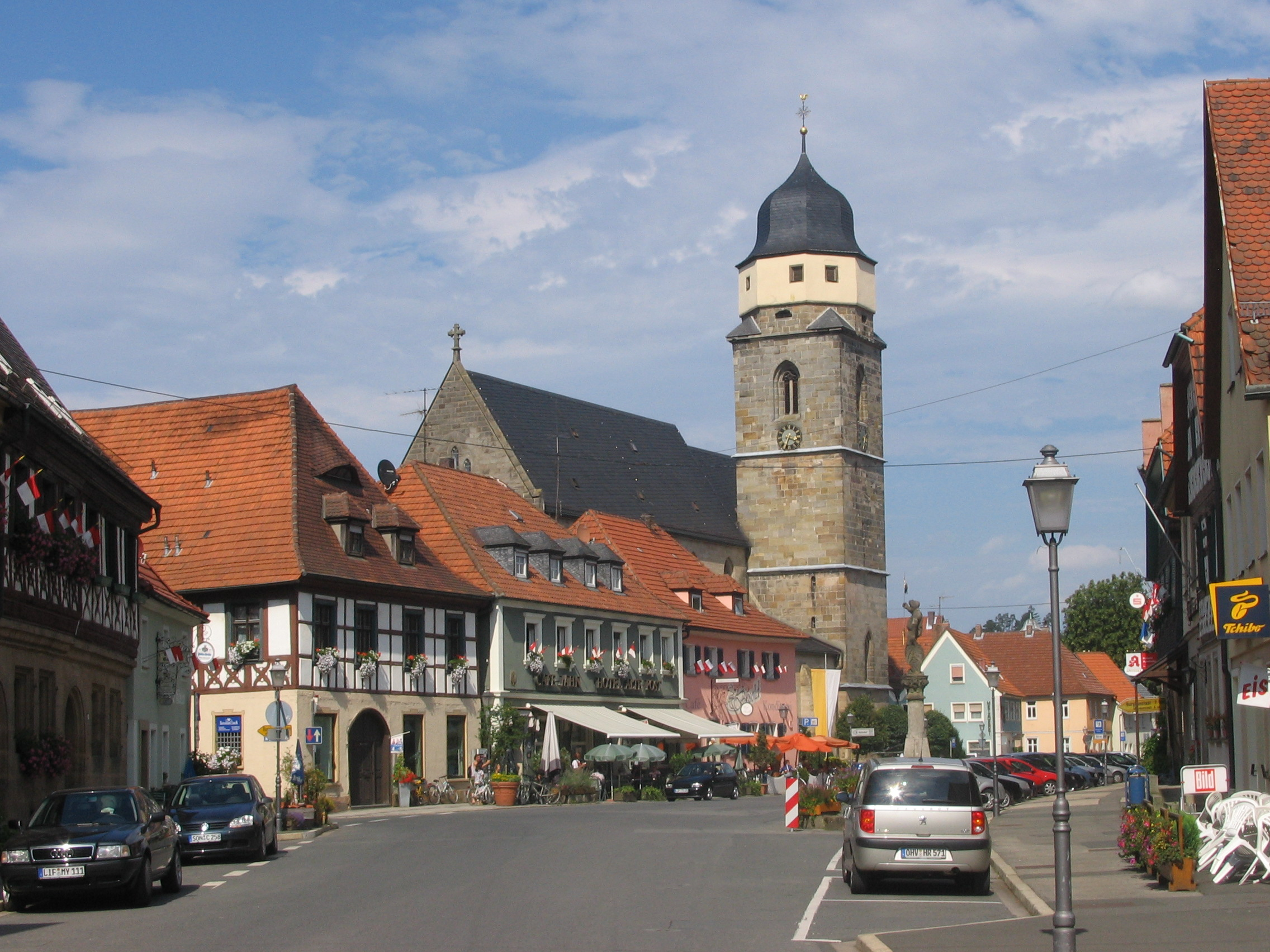
Weismainer Innenstadt
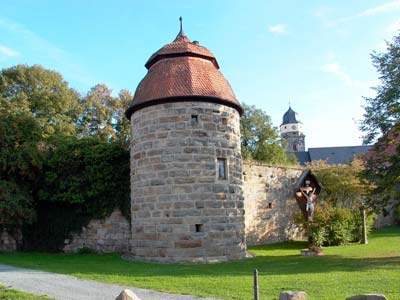
Wehrturm mit Stadtmauer und Pfarrkirche im Hintergrund
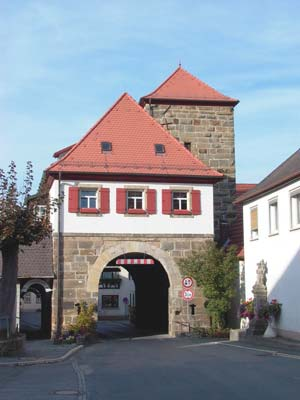
Einzig erhaltenes südliches Stadttor, das Obere Tor
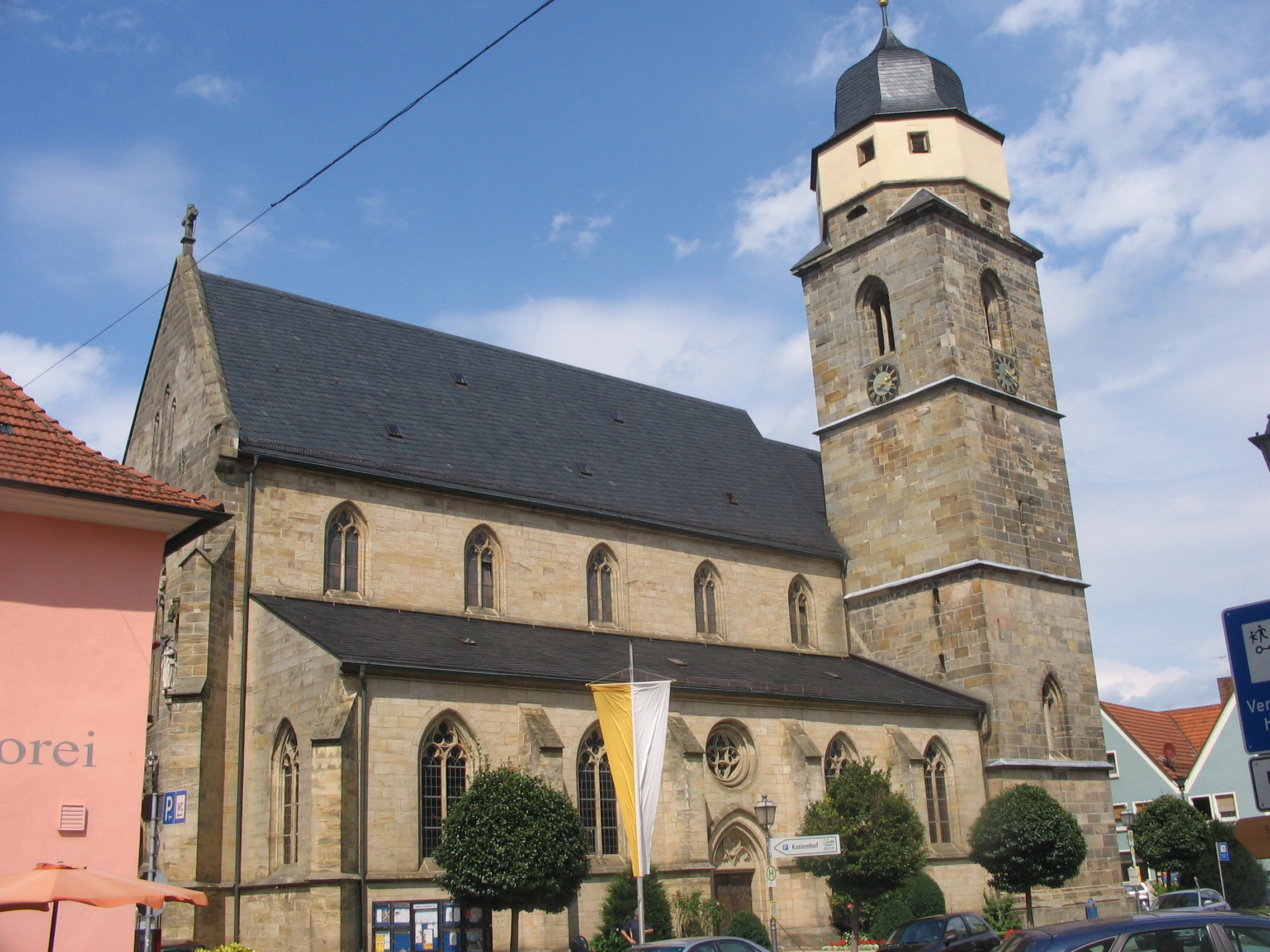
Spätgotische Stadtpfarrkirche St. Martin, 15. Jahrhundert
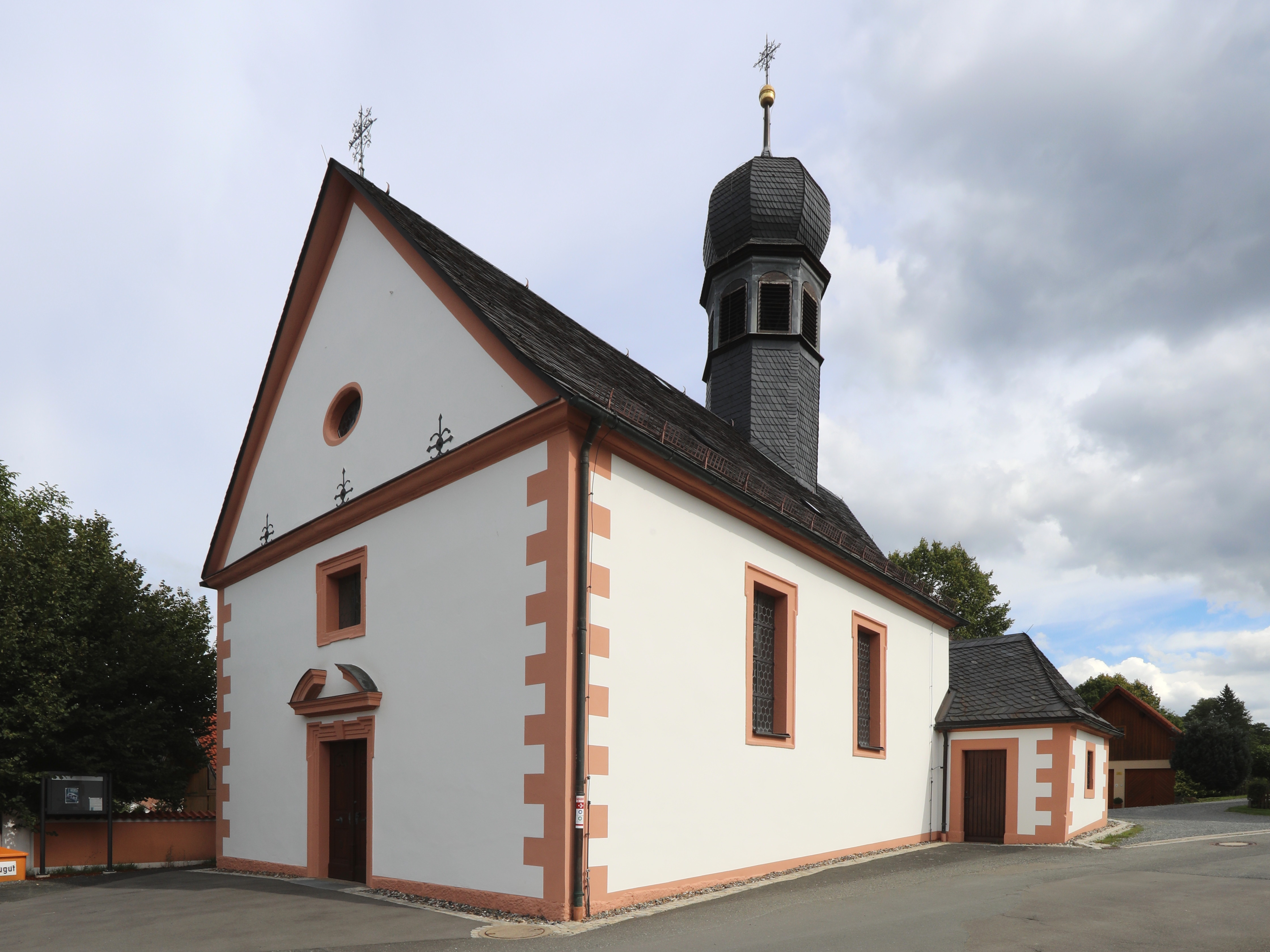
Kreuzkapelle, 18. Jahrhundert
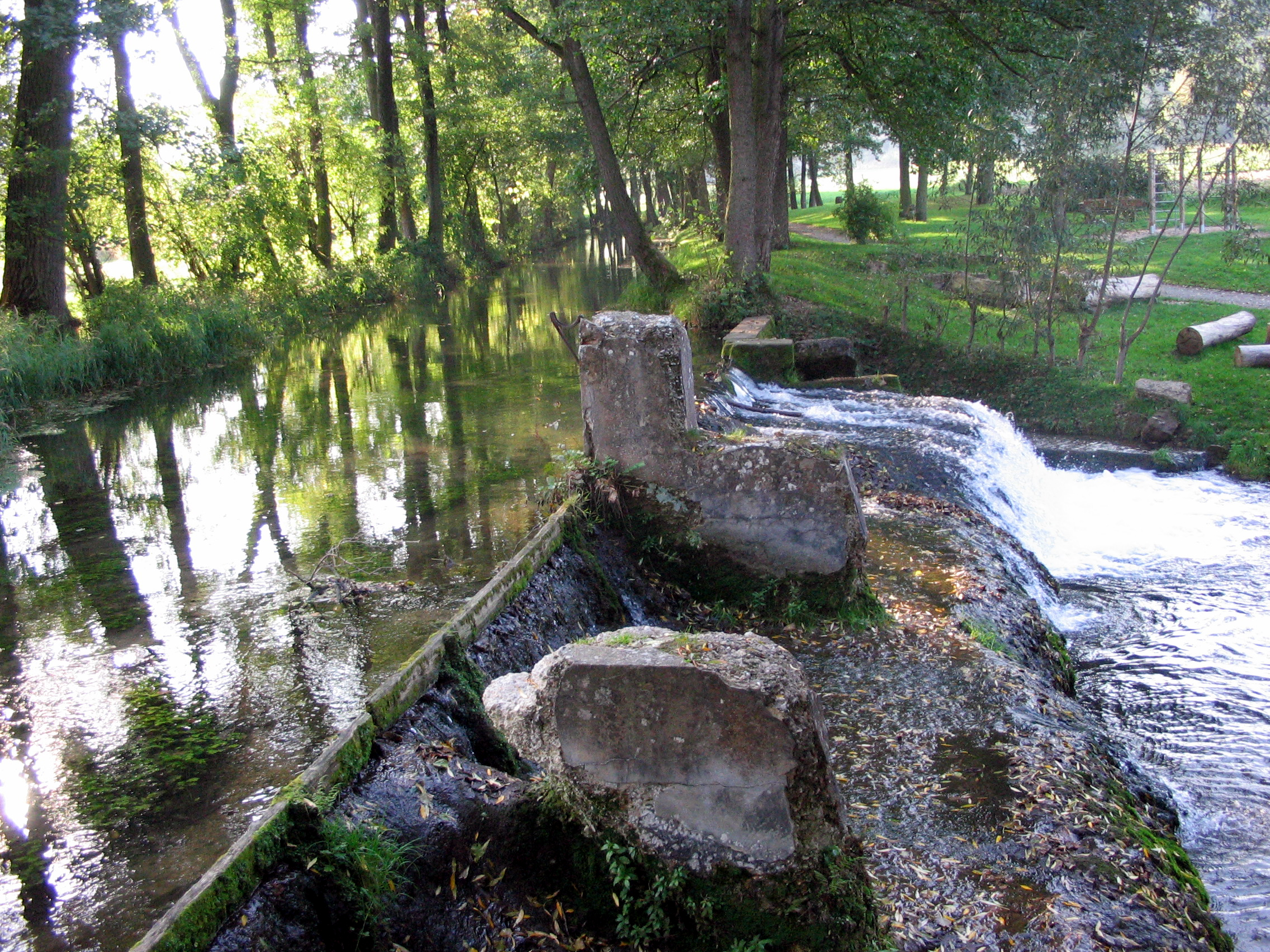
Herbstidylle nahe dem Wasserspielplatz an der Weismain

### Museen
- Nordjura-Museum im Kastenhof

Am 14. Mai 2004 wurde das NordJURA-Museum in den historischen Räumen im Kastenhof, einem in den Jahren 1701 bis 1703 nach Plänen von Leonhard Dientzenhofer errichteten Gebäude, eröffnet. Schwerpunkte der 600 m² großen Ausstellung sind die Entstehung der Jura-Landschaft, die Wehrhaftigkeit, der Dreißigjährige Krieg, die konfessionelle Zersplitterung sowie die wirtschaftlichen Erwerbszweige (Brauereien, Schäferei, Nutzung des Wassers für Mühlen, Fischerei und Textilhandwerk) in dieser Region. Mehrmals im Jahr gibt es Sonderausstellungen.

## Wirtschaft und Infrastruktur

### Ansässige Unternehmen
- Brauerei Püls-Bräu (seit 1798)
- Baur Versand GmbH & Co KG (mit Verwaltungsgebäude und Teilen der Logistik)
- I’m walking Schuhversand
- dhib Dechant Hoch- und Ingenieurbau (Gründung 1881)
- Dietz Baugesellschaft (Gründung am 16. Oktober 1878)
- Gerber Kunststofftechnik (Gründung September 1945)

Gemeinde Weismain
- Schmitt GmbH & Co. KG – Arnstein (Brandschutz)
- Preißinger Bau GmbH & Co. KG – Kleinziegenfeld
- CamperCrew Wohnmobile – Kleinziegenfeld

### Ehemalige Unternehmen
- Brauerei Obendorfer (1852–1997)
- Brauerei Fuchs (1874–1969)
- Brauerei Dietz (1896–1983)
- Wurstfabrik J. & A. Kraus (1889–1974), verarbeitete 1957 3 Mio. kg Fleisch und exportierte bis nach Frankreich und Großbritannien, beschäftigte in den 60ern 400 Personen
- Bekleidungsfabrik Josef Rebhan (1945–1988), beschäftigte 1961 120 Personen

## Sport
Der Fußballverein SC Weismain gehörte von 1996 bis 1999 der Fußball-Regionalliga an, damals die dritthöchste Spielklasse. Weismain spielte im Waldstadion Weismain, das nach mehreren Erweiterungen bis Mitte der 1990er Jahre zunächst 10.000 Plätze bot. Ein Fassungsvermögen von 10.000 aber war zu wenig, denn es nahte in der Regionalliga-Süd das Spiel der Spiele aus Weismainer Sicht: Der 1. FC Nürnberg kam. So schloss man an die neun Betonstehstufen der Ostseite weitere 18 Reihen Sandsteinrohlinge als Stehränge an und richtete eine Flutlichtanlage ein. Am 12. April 1997 trat der „Club“ in der 5000-Einwohner-Gemeinde an, in der beim „Franken-Fußballfest“ sensationell 17.000 Zuschauer gezählt wurden. Das Spiel ging zwar mit 0:2 gegen den späteren Aufsteiger aus Nürnberg verloren, aber „Weismain wurde für die Cluberer zum Synonym für Regionalliga. Leuten zu erzählen, dass man dort war, verleiht einem in Fankreisen noch heute ein gewisses Prestige“. In der Saison 2008/09 trug der 1. FC Eintracht Bamberg seine Heimspiele im 17.000 Zuschauer fassenden Waldstadion aus, weil das Stadion in Bamberg die DFB-Kriterien nicht erfüllte. Außerdem gibt es einen Turnverein, den TV Weismain, der mehrere Teilgebiete anbietet, wie z. B. Basketball, Tischtennis und Esdo.

## Persönlichkeiten der Stadt

### Söhne und Töchter der Stadt

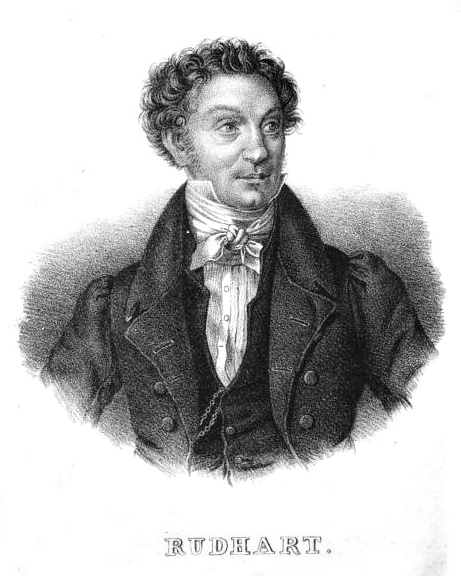
Ignaz von Rudhart 1840

- Friedrich Förner (1568–1630), Weihbischof, Generalvikar in Bamberg, unter Johann Georg II. Fuchs von Dornheim, genannt der Hexenbrenner
- Johann Degen (um 1585–1637), katholischer Priester, Organist und Komponist des Barock
- Abt Mauritius Knauer (1613/1614–1664), der Verfasser des Hundertjährigen Kalenders
- Joachim Kügler (* 1958), römisch-katholischer Theologe
- Paul Joseph Metschnabl (1910–1996), Domkapellmeister am Bamberger Dom
- Georg Thomas Rudhart (1792–1860), Historiker und Archivar
- Ignaz von Rudhart (1790–1838), Ministerpräsident von Griechenland

### Ehrenbürger
- Michael Dechant (1909–1985), Verleihung 1983
- Fritz Dietz (* 1937), Altbürgermeister
- Alois Dechant (* 1940), Verleihung am 16. Dezember 2010
- Erhard Meissner (* 9. April 1932 in Oberadersbach; † 29. März 2014 in Modschiedel), Pfarrer der Pfarrei Modschiedel (1976–2007), Pfarradministrator der Pfarrei Arnstein (1979–2003). Die Ehrenbürgerwürde wurde ihm 2007 wegen seiner Verdienste um die Bewahrung des religiösen Lebens und der Erhaltung und Renovierung der Kirchen und Kapellen in seinen Pfarreien verliehen.
- Weismain war der Ort der Gefangenschaft des Sergeanten Robert d’Harcourt während des Ersten Weltkriegs. In seinem Buch „Souvenirs de captivité et d’évasion : 1915-1918“ ISBN 978-0331244830 beschreibt er einen äußerst angenehmen und relativ freien Aufenthalt trotz seiner Gefangenschaft. Er berichtet von der Freundlichkeit der Aufnahme und der Sanftheit des Aufenthalts.[30]

## Trivia
Die Bevölkerung bekam als Spitznamen den Begriff Kaulhaazn zugedacht, eine örtliche Bezeichnung für eine Groppe.